# کویوتاماک
کویوتاماک (انگلیسی: Kuyutamak) یک شهرک در شهرستان تویمازینسکی استان باشقیرستان کشور روسیه است.